# Orange Sport (Polonia)
Orange Sport a fost un canal de sport polonez deținut de Orange Polska. Canalul TV s-a lansat pe 8 august 2008 și s-a închis pe 31 decembrie 2016 din cauza audienței scăzute.